# John Russell (3e baron Ampthill)
Pour les articles homonymes, voir John Russell.
John Hugo Russell, 3e baron Ampthill, (4 octobre 1896 - 3 juin 1973) est un pair britannique qui sert dans la Royal Navy pendant la Première et la Seconde Guerre mondiale.

## Biographie
Il est le fils d'Oliver Russell (2e baron Ampthill) et devient baron Ampthill, d'Ampthill dans le comté de Bedford le 7 juillet 1935.
Russell se marie trois fois; d'abord à Christabel Hulme Hart le 18 octobre 1918 (décédée en février 1976); à Sibell Faithfull Lumley le 22 février 1937, à la suite d'un divorce de sa première épouse (décédée en 1947); et enfin à Adeline Mary Constance Hone le 24 juillet 1948 (décédée en 2004).
Son premier mariage avec Christabel Hart est célèbre pour sa procédure de divorce et la question de la légitimité de son premier-né en tant qu'héritier, où elle affirmait que le mariage n'a jamais été consommé et qu'elle était toujours vierge malgré ses nombreuses liaisons. La Chambre des lords accepte son appel pour légitimer son fils, refusant d'autoriser des analyses de sang.
Enfants issus du mariage de Christabel Hulme Hart:
- Geoffrey Denis Erskine Russell (15 octobre 1921 - 23 avril 2011), plus tard 4e baron Ampthill

Enfants issus du mariage d'Adeline Mary Constance Hone :
- John Hugo Trenchard Russell (né le 13 octobre 1950)
- Georgiana Adeline Villiers Russell (né le 3 janvier 1952)

À la mort du troisième baron, son fils légitime issu de son troisième mariage réclame la succession, mais en vain.
Le troisième baron est enterré dans le cimetière de St Michael's, Chenies, avec sa femme Adeline Mary Constance Hone.